# Communailles-en-Montagne
Communailles-en-Montagne era una comuna francesa situada en el departamento de Jura, de la región de Borgoña-Franco Condado, que el 1 de enero de 2016 pasó a ser una comuna delegada de la comuna nueva de Mignovillard al fusionarse con las comunas de Mignovillard.

## Demografía
| Gráfica de evolución demográfica de Communailles-en-Montagne entre 1800 y 2013 |
|                                                                                |

Los datos demográficos contemplados en este gráfico de la comuna de Communailles-en-Montagne se han cogido de 1800 a 1999 de la página francesa EHESS/Cassini, y los demás datos de la página del INSEE.